# Анкийе, Давид
Давид Акпан Анкийе (англ. David Akpan Ankeye; род. 22 мая 2002, Абуджа) — нигерийский футболист, нападающий клуба «Дженоа», выступающий на правах аренды за бухарестский «Рапид».

## Карьера

### «Хаммарбю»
Начинал карьеру в футбольной академии нигерийского клуба «Сидо». В январе 2021 года футболист на правах арендного соглашения отправился в шведский клуб «Хаммарбю». Затем футболист отправился в фарм-клуб «Хаммарбю Таланг», за который дебютировал 5 марта 2021 года в матче против клуба «Умео», выйдя на поле в стартовом составе. На протяжении первой половины сезона футболист оставался преимущественно игроком замены. В июле 2021 года покинул шведский клуб, за основную команду так и не дебютировав.

### «Хаммам-Сус»
В октябре 2022 года футболист перешёл в тунисский клуб «Хаммам-Сус» из одноименного города. Дебютировал за клуб 8 октября 2022 года в матче против клуба «Стад Тунизьен». Дебютный гол за клуб забил 22 октября 2022 года в матче против клуба «Бизертен». Футболист быстро смог закрепиться в основной команде тунисского клуба. В матче 26 марта 2023 года против клуба «Солиман» отличился забитым дублем и результативной передачей. По итогу сезона футболист вместе с клубом заняли последнее место в турнирной таблице на стадии выбывания, вылетев во Вторую лигу. Сам футболист за сезон отличился 7 забитыми голами и результативной передачей.

#### Аренда в «Шериф»
В июле 2023 года футболист присоединился к тираспольскому «Шерифу» на правах арендного соглашения до конца сезона с опцией возможного выкупа. В конце июля 2023 года футболист вместе с клубом отправился на матчи второго квалификационного раунда Лиги чемпионов УЕФА. Дебютировал за клуб в матче 26 июля 2023 года против израильского клуба «Маккаби» Хайфа, выйдя на поле на 92 минуте. По итогу второго квалификационного раунда футболист вместе с клубом уступил израильскому клубу по сумме матчей и выбыл в Лигу Европы УЕФА. Первый матч в молдавском чемпионате сыграл 6 августа 2023 года против клуба «Петрокуб». В матче третьего квалификационного раунда Лигу Европы УЕФА 10 августе 2023 года против белорусского клуба БАТЭ футболист отличился дебютными забитыми голами, оформив дубль. Дебютный гол в чемпионате за клуб забил 20 августа 2023 года в матче против клуба «Дачия-Буюкань». Вместе с клубом вышел в групповой этап Лиги Европы УЕФА, победив в рамках квалификаций белорусский БАТЭ и фарерский «КИ Клаксвик». Первый матч в групповом этапе Лиги Европы УЕФА сыграл 21 сентября 2023 года против итальянской «Ромы». В матче 21 октября 2023 года против клуба «Спартаний» отличился забитым дублем. В декабре 2023 года появилась информация об интересе к игроку со стороны румынского клуба ФКСБ. По итогу группового этапа Лиги Европы УЕФА футболист вместе с клубом занял итоговое последнее место и завершил своё выступление на еврокубковом турнире. В декабре 2023 года молдавский «Шериф» активировал опцию выкупа футболиста, заплатив сумму порядка 300 тысяч евро.

### «Дженоа»
В январе 2024 года по информации СМИ к футболисту имелся интерес со стороны норвежского «Молде». Затем в январе 2024 года итальянская пресса сообщала, что в трансфере футболиста заинтересовано «Дженоа». В конце января 2024 года появилась информация, что футболист перешёл в итальянский клуб за сумму порядка 2.5 миллиона евро. Также итальянская пресса сообщала, что контракт с футболистом будет подписан до конца июня 2028 года. Официально футболист перешёл в итальянский клуб 31 января 2024 года. Дебютировал за клуб футболист 17 марта 2024 года матче против туринского «Ювентуса», выйдя на замену на 79 минуте.